# Koryta (Mazovie)
Pour les articles homonymes, voir Koryta.
Koryta (prononciation : [kɔˈrɨta]) est un village polonais de la gmina de Prażmów dans le powiat de Piaseczno de la voïvodie de Mazovie dans le centre-est de la Pologne.

## Histoire
De 1975 à 1998, le village appartenait administrativement à la voïvodie de Varsovie.